# Führer-Begleit-Division
La Führer-Begleit-Division (divisione di scorta del Führer) fu una formazione corazzata tedesca della seconda guerra mondiale.

## Storia

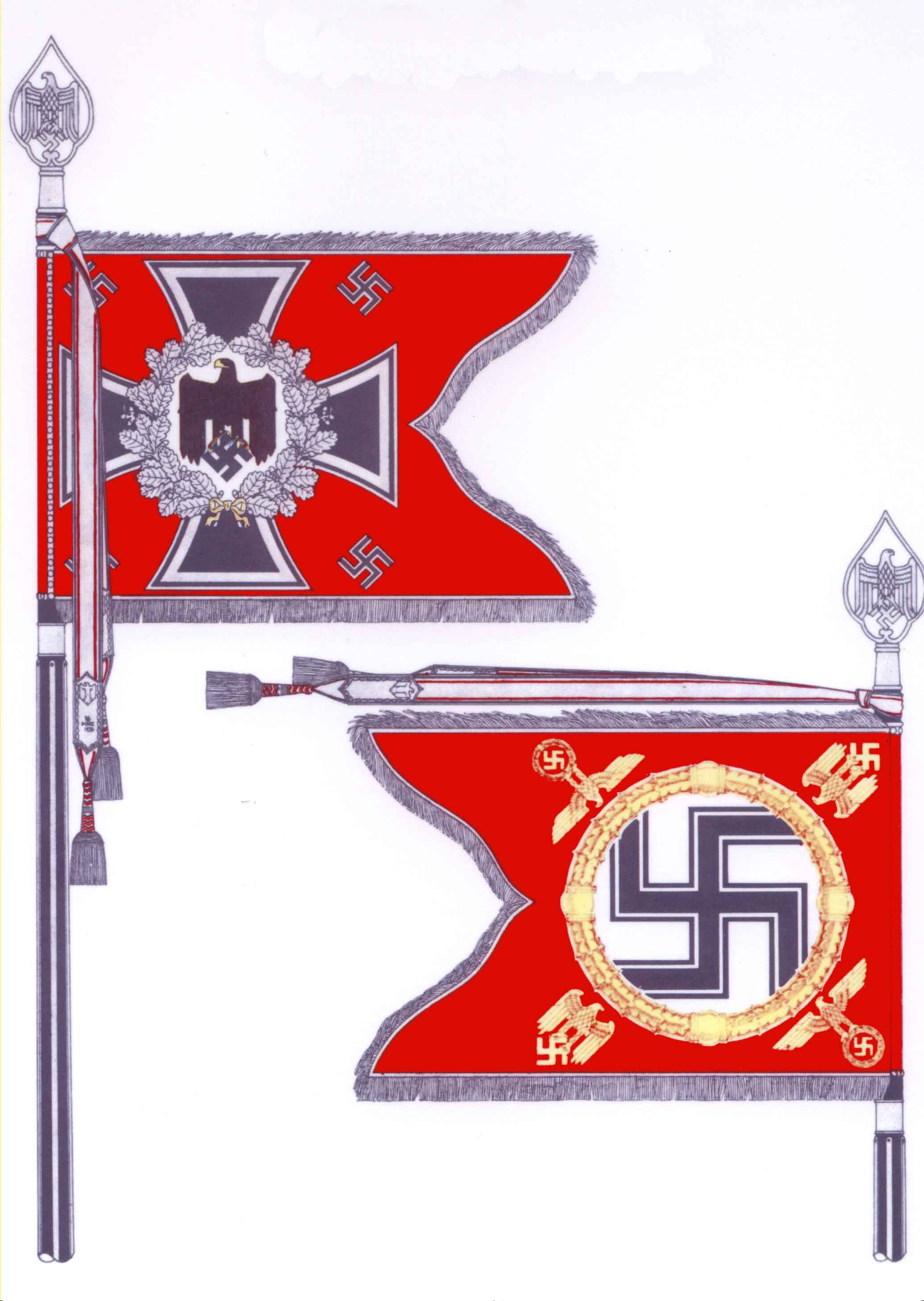
Stendardo del Fuhrer-Begleit-Battaillon, il reparto che ha dato origine all'unità

La divisione fu creata dalla precedente brigata Führer-Begleit-Brigade, a sua volta prodotta nel novembre 1944 dalla espansione del Führer-Begleit-Regiment, unità di scorta personale di Adolf Hitler. La brigata, comandata dal Generalmajor Otto Ernst Remer, partecipò all'offensiva delle Ardenne, dove fu appunto elevata a rango di divisione.
Unico comandante dell'unità, dalla nascita alla fine della divisione, fu Otto Ernst Remer (31 gennaio 1945 - 30 aprile 1945), che svolse un ruolo decisivo nel fallimento del colpo di stato contro Adolf Hitler del 20 luglio 1944.

## Ordine di battaglia
- Stab (quartier generale)
- Panzer-Grenadier-Regiment 100 (reggimento fanteria meccanizzata)
- Panzer-Regiment 102 (reggimento carri)
- Panzer-Späh-Kompanie 102 (compagnia autoblindo esploranti)
- Panzer-Jäger-Abteilung 673 (battaglione controcarri)
- Panzer-Artillerie-Regiment 120 (reggimento d'artiglieria)
- Panzer-Pionier-Bataillon 120 (battaglione del genio corazzato)
- Feldersatz-Bataillon 120 (battaglione rimpiazzi)
- Panzer-Nachrichten-Abteilung 120 (battaglione trasmissioni)
- Kommandeur der Panzer-Nachschubtruppen 120 (comando logistico)

## Comandanti
- Generalmajor Erwin Rommel (giugno 1938 - gennaio 1940)
- Oberst Kurt Thomas (22 gennaio 1940 - 1º agosto 1942)
- Oberst Gustav Streve (1º agosto 1942 - 1º settembre 1944)
- Oberst/Generalmajor Otto Ernst Remer (1º settembre 1944 - 8 maggio 1945)